# Gentle on My Mind
Gentle on My Mind è un brano musicale scritto dal musicista statunitense John Hartford e pubblicato nel 1967 dal cantante statunitense Glen Campbell, come unico estratto dall'album omonimo.

## Premi
Nell'ambito dei Grammy Awards 1968, la canzone ha ottenuto ben quattro riconoscimenti, nelle categorie "miglior interpretazione folk", "miglior canzone country/western", "miglior interpretazione vocale maschile country/western" e "miglior registrazione country/western".

## Altre versioni e cover
La versione più rappresentativa del brano è quella di Glen Campbell. Tuttavia la canzone è stata interpretata come cover da tantissimi artisti o gruppi nel corso della storia della musica. Tra questi vi sono Elvis Presley (dall'album From Elvis in Memphis, 1969), Leonard Nimoy (dall'album Two Sides of Leonard Nimoy), Roger Miller (1968), Frank Sinatra (per Cycles, 1968), Dean Martin (1968), Tammy Wynette (D-I-V-O-R-C-E, 1968), Connie Smith (Sunshine and Rain, 1968), Andy Williams (Happy Heart, 1969), Aretha Franklin (Soul 69, 1969), Bing Crosby & Count Basie (Bing 'n' Basie, 1972) e John Mogensen (1975).
In tempi più recenti la canzone è stata rifatta da Lucinda Williams (2006), Madeleine Peyroux (2013), Jon Flemming Olsen (2014), Frankie Laine, Billy Bragg & Joe Henry (2016), The Band Perry (2014, per il documentario Glen Campbell: I'll Be Me) e Alison Krauss (2017).